# Asiagomphus gongshanensis
Asiagomphus gongshanensis là loài chuồn chuồn trong họ Gomphidae. Loài này được Yang, Mao & Zhang mô tả khoa học đầu tiên năm 2006.